# Fort San Diego

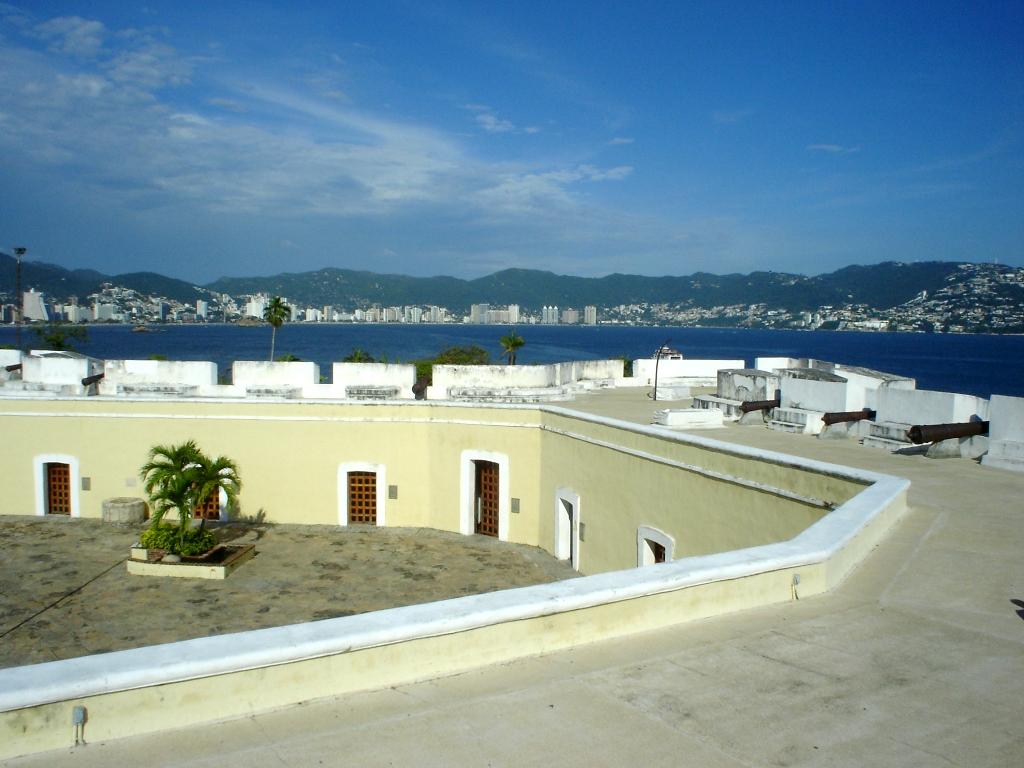
Widok z Fort San Diego w Acapulco

Fort San Diego – fort bastionowy wzniesiony przez Hiszpanów na wybrzeżu pacyficznym w Acapulco. Miał chronić galeony przypływające z Manili, których ładunek (kość słoniowa, porcelana, jedwab) transportowano potem lądem do Veracruz i stamtąd dalej do metropolii. Był w stanie przeciwstawić się pojedynczym rajdom, ale nie całej eskadrze wroga. Zbudowany w 1617 po tym, jak jego poprzednik w 1615 został zrównany z ziemia w wyniku ataku holenderskiej eskadry. Od końca XVII wieku fort był wyposażony w 42 mosiężne działa i obsadzony przez 60 ludzi. Zniszczony przez huragan w 1776 roku został odbudowany w latach 1778-1783 jako znacznie większa twierdza.

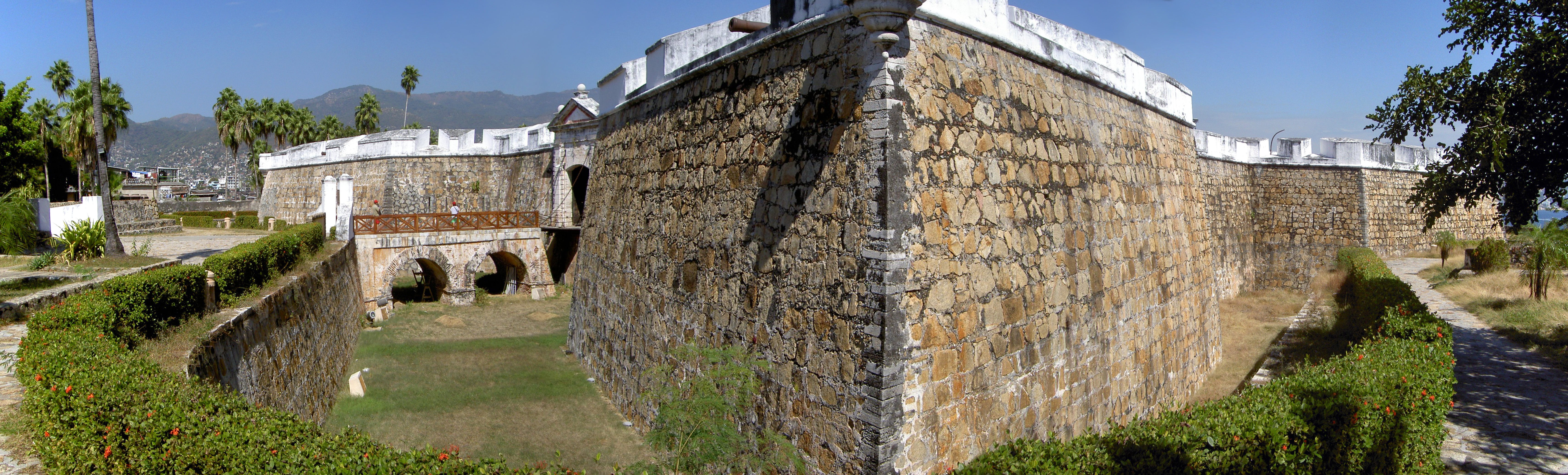
Widok zewnętrzny fortu San Diego